# 10a Divisió Panzer SS Frundsberg
10a Divisió Panzer SS Frundsberg va ser una Divisió de les Waffen SS que va participar en la Segona Guerra Mundial tant en el Front Oriental com en l'occidental, enquadrada a les Forces Armades del Tercer Reich.

## Historial militar
La unitat va ser formada el gener de 1943, paral·lelament a la 9a Divisió Panzer SS Hohenstaufen, i va ser destinada al sud de França a fi de rebre entrenament militar.
Va ser batejat per primer cop 10. SS-Panzergrenadier-Division, les dues divisions formant el 2n Cos Panzer SS. El juny de 1943 la divisió estava destinada al sud-est de França, amb nom de Divisió "Karl der Grosse" (Carlemany). No obstant això, va canviar ràpidament el seu nom, l'octubre de 1943, per anomenar-se 10. SS-Panzer-Division Frundsberg. La divisió va rebre el títol d'honor "Frundsberg" pel del comandant alemany del segle xvi Georg von Frundsberg.

### Front Oriental
En març de 1944, formant part del II Cos d'Exèrcit Panzer SS (II SS-Panzerkorps), la Divisió, per bé que encara incompleta, és enviada, juntament amb la seva coetània la "Hohenstaufen", al Front Oriental per a intentar detenir l'avanç de l'Exèrcit Roig que ha destruït al Grup d'Exèrcits Centre i que està ja a les portes de Polònia, i en definitiva, també per a intentar l'alliberament de les unitats alemanyes voltades a Tarnopol, entre les quals es troba la 1a Divisió SS Leibstandarte SS Adolf Hitler i igualment un Kampfgruppe de la 2a Divisió SS Das Reich. Després de duríssims combats contra el cap de pont soviètic de Buczacz, el 6 d'abril, la Divisió aconsegueix obrir un passadís que permet la sortida del cèrcol de les tropes alemanyes.
La Divisió prosseguí els combats en el Front Oriental, en primer lloc en la regió de Tarnopol-Kòvel i més tard en operacions defensives de contenció al llarg del riu Bug. El 12 de juny tot el II Cos d'Exèrcit Panzer SS és retirat a tot córrer del front rus per a ser enviat a Normandia, on el 6 de juny acaba de tenir lloc l'Operació Overlord, és a dir, el desembarcament aliat a Europa.

### Front Occidental

#### Batalla de Normandia
Arribada a França el 18 de juny, no obstant això la Frundsberg no aconsegueix arribar al front de combat fins al 25 de juny, a causa de les incessants incursions de l'aviació aliada que alentiren considerablement la seva aproximació. Només cinc dies més tard, amb uns efectius de 13.500 homes, la Divisió combat contra les tropes britàniques pel control de l'estratègica Cota 122. El 10 de juliol el Comandament Operatiu britànic llança l'"Operació Júpiter", amb l'objectiu d'assolir la conquesta definitiva de la Cota. Amb l'ús d'un massiu desplegament de carros de combat i amb en suport continuat de l'aviació tàctica, l'ofensiva aliada no obté, no obstant això, els resultats esperats, a causa de l'aferrissada defensa dels soldats de les SS.
El 15 de juliol, la "Hohenstaufen" és retirada de primera línia i la "Frundsberg" rep l'ordre d'assumir la defensa del sector que deixa de controlar la "Hohenstaufen". Durant aquest període, unitats escoceses assoleixen l'ocupació de la Cota 113, i la posició de la Cota 112 queda en precari. No obstant això, encara que a costa d'elevades pèrdues (a la fi de juliol la Divisió ha perdut més de 2.000 homes), la línia alemanya segueix resistint. Després d'alguns dies de descans, el 6 d'agost la Divisió rep l'ordre de desplegar-se en la zona de Mortain per a afrontar l'avanç nord-americà que havia trencat la línia defensiva alemanya a l'oest de la península de Bretanya i avançava cap a l'est a esquena de les tropes alemanyes d'aquesta línia. No obstant això, a pesar dels atacs alemanys cap a Domfront, en l'Orne, i Fromentel, les unitats d'avantguarda nord-americanes arriben a la ciutat d'Argentan, amb la qual cosa queda formada una bossa alemanya, l'anomenada Bossa de Falaise. En les setmanes successives, després d'haver travessat el riu Oissel entre el 25 i el 27 d'agost, la Frundsberg es desgasta en diferents operacions defensives per a seguir mantenint obert un passadís que permeti a una gran part de les forces alemanyes atrapades en la borsa escapar de la seva aniquilació. Després dels durs combats i haver travessat els rius Sena i Somme en la seva retirada, la Divisió és destinada als Països Baixos, en concret a la zona d'Arnhem i Nimega per a un merescut període de descans.

#### Operació Horta
Sempre al costat de la "Hohenstaufen", la "Frundsberg", a partir del 17 de setembre, es va trobar enmig de l'assalt aerotransportat aliat més ambiciós de tota la Segona Guerra Mundial, l'Operació Horta. Destacats a Nimega amb l'objectiu de defensar el pont sobre el riu Waal, els homes de les SS, després d'haver rebutjat diversos atacs de les tropes britàniques, regressen a Arnhem, aquesta vegada per a lluitar contra els assalts britànics procedents del nord. Duríssims combats carrer per carrer en la ciutat d'Elst van obligar les forces alemanyes a abandonar les posicions pròpies, encara que un decisiu contraatac en els dies posteriors va comportar la destrucció gairebé completa de les unitats paracaigudistes aliades. El 18 de novembre la Divisió, que estava sota mínims de plantilla a causa de les baixes sofertes en la campanya de Normandia i en Arnhem, és enviada a Aquisgrà per a un període de descans i per a rebre els reemplaçaments necessaris per a cobrir la seva plantilla, amb la qual cosa el desembre la Divisió arriba de nou a la xifra de 15.500 homes.

#### Pas del Rin
Entre desembre de 1944 i gener de 1945, la "Frundsberg" entra en acció prop de Linnich i Geilenkirchen, així com prop de Jülich al nord-est d'Aquisgrà. Al gener és enviada al curs alt del riu Rin, com a part del Grup d'Exèrcits Niederrheim, destinada a servir com força de reserva durant l'Operació Nordwind ("Vent del Nord"). A mitjan mes, després d'haver travessat el Rin i haver-se dirigit a Gambsheim, la "Frundsberg" assoleix travessar el riu Moder, (24 de gener), i ocupar l'àrea entre Hagenau i Kaltenhaus, capturant alguns presoners aliats. Encara que la major part dels membres de la unitat eren joves sense experiència de combat, els soldats de la "Frundsberg" van continuar fent prova de la continuació del seu esperit combatiu dels anys anteriors.

### Segon període en el Front Oriental
El 10 de febrer de 1945 la Divisió tornà de nou al Front Oriental en un moment particularment crític: agregada al III Cos d'Exèrcit Panzer SS, durant la contraofensiva alemanya denominada Operació Sonnenwende ("Solsticio"), la Divisió, després d'un dur mes de combats entre Stargard i Fürstenwalde al costat del Spree, es veu obligada a retirar-se a la riba occidental del riu Oder, prop de Stettin.
Després de ser destinada al Grup d'Exèrcits "Weichsel", a mitjan abril, la "Frundsberg" regressa al capdavant en el sector de Dresden, per a intentar limitar els assalts de l'Exèrcit Roig en direcció a aquesta ciutat; es manté en la zona circumdant de Spremberg, fins que en la primera meitat d'abril rep l'ordre, procedent directament de la Caserna General del Führer de trencar el cèrcol i d'escurçar la línia del front, perforat en diversos punts pels russos: el comandant de la unitat, el SS-Gruppenführer Heinz Harmel, constatant que l'empleno d'aquestes ordres equivalia a un autèntic suïcidi, decideix ignorar-les i una vegada trencat el cèrcol, amb les escasses forces restants, es dirigeix a Berlín, on s'estan reagrupant les últimes restes de la Wehrmacht. Arribades a posicions defensives prop de Dresden, Harmel, pel seu rebuig a complir les ordres d'Adolf Hitler, és destituït del comandament pel mariscal Ferdinand Schörner, que per breu temps assumeix el comandament directe de la Divisió.

### Rendició i dissolució
Les restes de la "Frundsberg", al comandament del SS-Obersturmbannführer Franz Roestel, queden finalment agregats al 4t Exèrcit Panzer (4. Panzerarmee) del Grup d'Exèrcits Centre que intenta frenar, inútilment, l'avanç soviètic. Després d'haver posat fora de combat alguns tancs russos T-34, els últims panzers són destruïts pels homes de la "Frundsberg" per evitar el que pensaven; que era el deshonor de la seva captura. Després d'això s'escapoliren cap a l'oest per a rendir-se als nord-americans, preferint-los als russos.

## Teatres d'operacions
- França (formació i entrenament), gener de 1943 a març de 1944
- Front Oriental, març a juny de 1944
- Front Occidental, juliol de 1944 a gener de 1945
- Front Oriental, gener a maig de 1945

## Condecorats amb la Creu de Cavaller
En total, van anar 13 els homes d'aquesta unitat que van rebre la Creu de Cavaller de la Creu de Ferro.

## Caps de la unitat
- SS-Standartenführer Michael Lippert (gener de 1943 – 15 de febrer de 1943)
- SS-Gruppenführer Lothar Debes (15 de febrer de 1943 – 15 de novembre de 1943)
- SS-Gruppenführer Karl Fischer von Treuenfeld (15 de novembre de 1943 – 27 d'abril de 1944)
- SS-Gruppenführer Heinz Harmel (27 d'abril de 1944 – abril de 1945)
- SS-Obersturmbannführer Franz Roestel (abril de 1945 – 8 de maig de 1945)